# Dorfkirche Hohenjesar

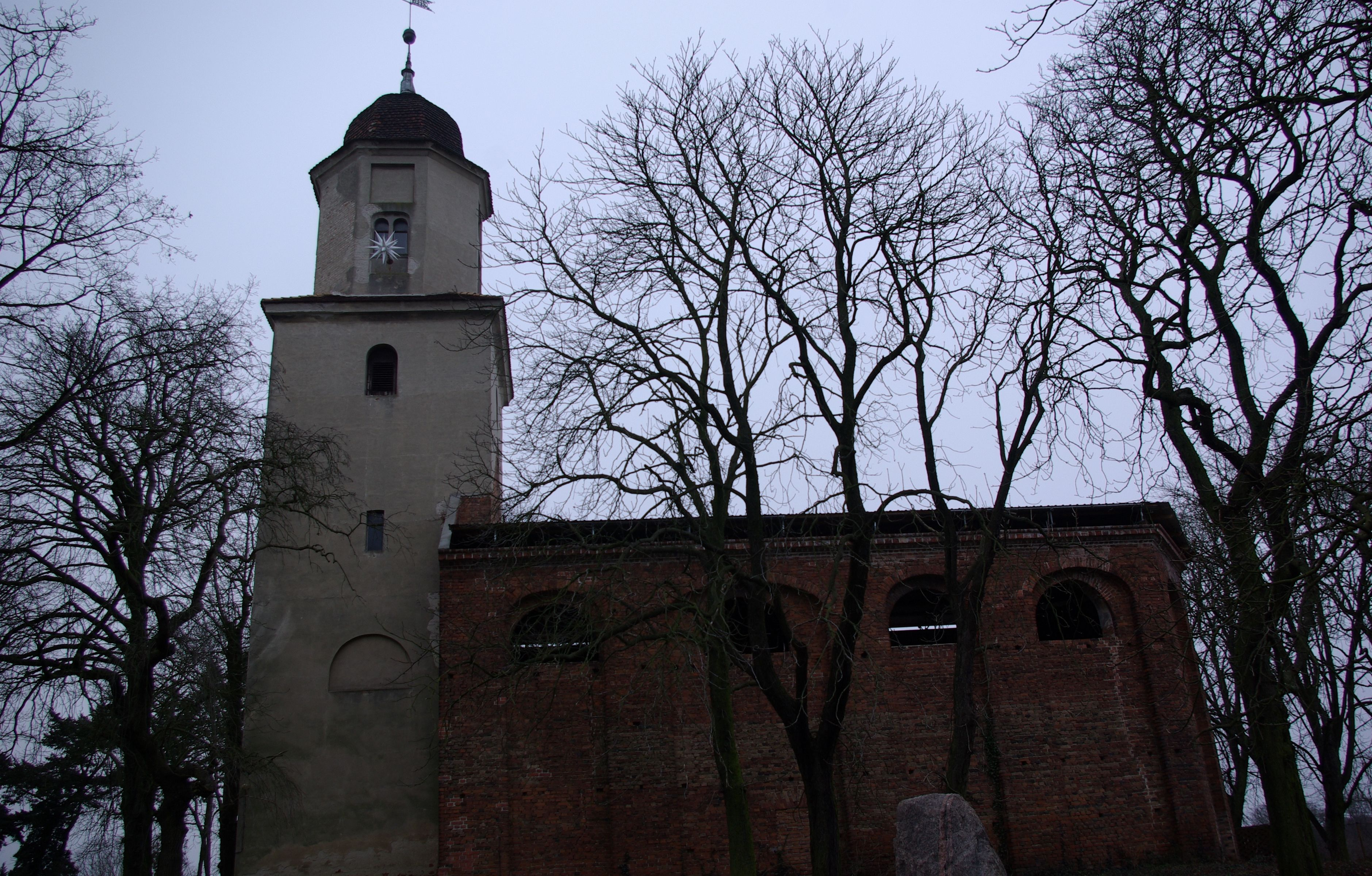
Dorfkirche Hohenjesar

Die evangelische Dorfkirche Hohenjesar ist eine barocke Saalkirche in Hohenjesar, einem Ortsteil der Gemeinde Zeschdorf im Landkreis Märkisch-Oderland im Land Brandenburg. Sie gehört zum Pfarrsprengel Mallnow-Podelzig im Kirchenkreis Oderland-Spree der Evangelischen Kirche Berlin-Brandenburg-schlesische Oberlausitz. Das Bauwerk ist einsturzgefährdet und trägt seit 2007 ein Notdach.

## Lage
Die Gemarkung liegt südwestlich des Hohenjesarschen Sees, der sich in Nord-Süd-Ausrichtung erstreckt. Westlich des Sees verläuft die Lindenstraße in einem Bogen von Südwest kommend weiter nach Norden. Auf einer Anhöhe steht der Sakralbau in einer Sichtachse, die auf ein nach dem Zweiten Weltkrieg abgerissenes Schloss führte, dass östlich des Bauwerks stand. Der Kirchhof ist mit einer Mauer aus rötlichem Mauerstein eingefriedet.

## Geschichte

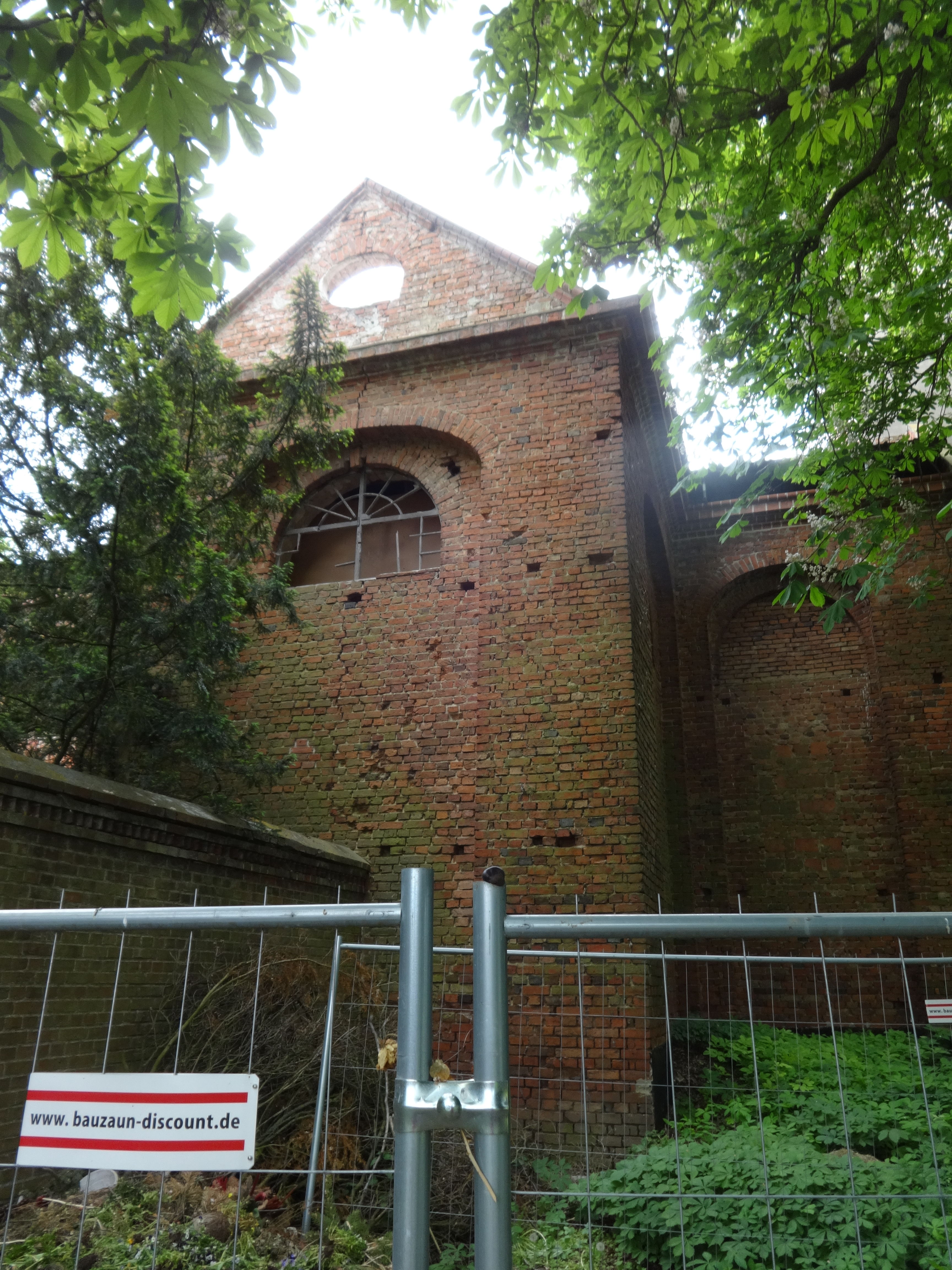
Ruine des Seitenschiffs

Das Bauwerk geht auf die Familie von Burgsdorff zurück, die in der Region seit 1537 ansässig war. Sie hielt das Kirchenpatronat und stifte die Mittel, um in den Jahren 1721 bis 1723 das Bauwerk auf dem Fundament eines mittelalterlichen Vorgängerbaus zu errichten. 1920 kam im nordwestlichen Bereich eine Friedhofskapelle hinzu, die von russischen Kriegsgefangenen errichtet wurde. 1942 musste die Kirchengemeinde eine der beiden Glocken aus dem Ende des 13. Jahrhunderts im Zuge einer Metallspende des deutschen Volkes abgeben. Im Zweiten Weltkrieg befand sich im Turm eine Beobachtungsstelle der Artillerie der Wehrmacht. Sie wurde im Februar 1945 durch Einschüsse beschädigt. Mit dem Vorrücken der Roten Armee verließen die Soldaten den Kirchturm, hatten jedoch keine Zeit mehr, das Bauwerk zu sprengen. In der Zeit der DDR verfiel das Bauwerk, weil für den Wiederaufbau gespendetes Baumaterial auf Weisung des Bürgermeisters abtransportiert wurde. Dacheindeckung, Dachstuhl und Inventar wurden abmontiert und gingen verloren. Die Glocke konnte aus einem Glockenfriedhof wieder zurückgeholt werden und 1965 in den mittlerweile instandgesetzten Kirchturm wiedereingesetzt werden. Die Kirchengemeinde schaffte darüber hinaus zwei weitere Glocken an. Da jedoch die finanziellen Mittel für eine Sicherung des verbleibenden Bauwerks fehlten, verfiel die Kirche im Laufe der Jahrzehnte. Nach der Wende änderte sich an diesem Zustand zunächst nichts. 2004 gründete sich jedoch ein Förderverein, der den Baukörper von Sträuchern und Bäumen befreite und im Kirchturm ein Vereinszimmer einrichtete. Für einen kurzen Zeitraum waren Besuche auf dem Kirchturm möglich. 2007 erhielt das Kirchenschiff ein Notdach, das für eine Lebensdauer von 12 Jahren – das Jahr 2019 – ausgelegt ist. In dieser Zeit soll das Geld für ein dauerhaftes Dach gesammelt werden. 2013 wurde anlässlich des 290. Geburtstages der Kirche deutlich, dass ein siebenstelliger Betrag für die Sanierung erforderlich sein wird. Zwei Jahre später musste der Turm auf Grund massiver Baufälligkeit für die Öffentlichkeit geschlossen werden. Seit dieser Zeit dürfen auch die Glocken zu Gottesdiensten oder Beerdigungen nicht mehr läuten. Eine Aufführung der Kirchengemeinde zu Weihnachten wurde abgesagt.

## Baubeschreibung
Der Chor ist als dreiseitige Apsis ausgeführt und wurde aus rötlichem Mauerstein errichtet. In die Felder wurden mächtige segmentbogenförmige Blenden eingearbeitet, die im oberen Viertel mit halbkreisförmigen Öffnungen versehen wurden. Seit der Zerstörung sind dort keine Fenster mehr; transparente Kunststoffpaneele schützen das Innere notdürftig vor eintretender Feuchtigkeit. An der östlichen Chorwand sind im unteren Bereich die Reste einer bogenförmig verzierten Blende zu erkennen, in der sich möglicherweise das Wappen derer von Burgsdorff befand.
An den Chor schließt sich nach Westen hin das mächtige Kirchenschiff an. Auch hier wurden drei große und nach Westen hin eine kleinere Blende verwendet, um die Fassade zu gliedern. An der Nordseite ist ein zusätzliches Querschiff, das ähnlich ausgeführt wurde. Dort sind im Jahr 2017 Reste der ursprünglichen Fenster vorhanden, darüber ein Giebel mit einer kreisförmigen Öffnung. Am Übergang zum einstigen Dach ist eine Voute aus Mauerziegeln.
Der Kirchturm ist einzogen, besitzt einen quadratischen Grundriss und wirkt dadurch filigraner. Im mittleren Turmgeschoss ist je eine kleine, segmentbogenförmige Öffnung. Darüber ist ein Gesims, an das sich ein achteckiger Aufsatz anschließt. In den Himmelsrichtungen sind dort je eine rechteckige Blende mit je zwei gekuppelten Klangarkaden, in die Fenster verbaut wurden. Der Turm schließt mit einer geschweiften Haube, Turmknopf und Kreuz ab.

## Ausstattung

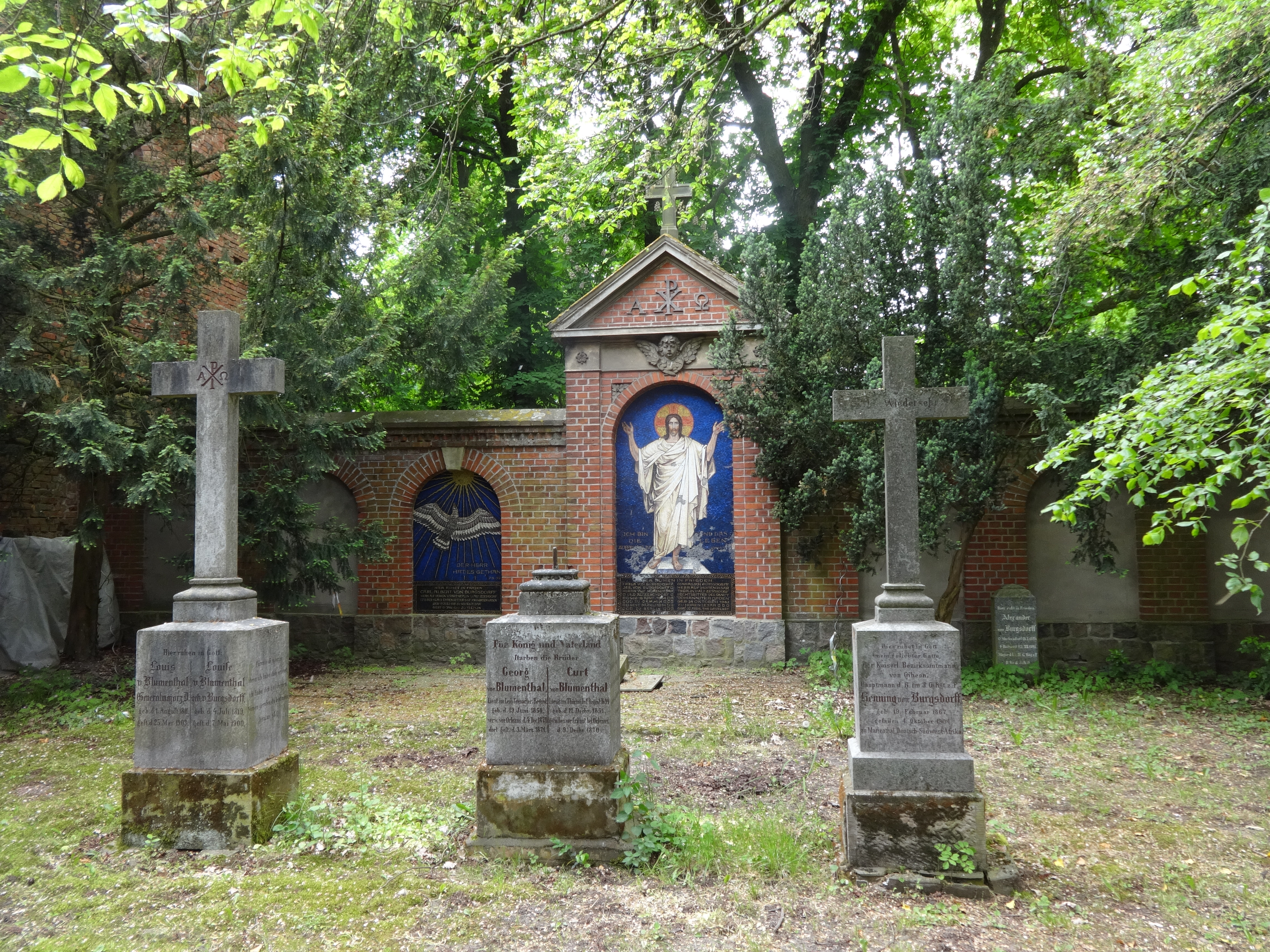
Grabfeld derer von Burgsdorff

Die frühere Ausstattung, zum Teil auch mit Porträts der Patronatsherren, ist nicht mehr vorhanden.
Westlich der Kirche steht eine Friedhofskapelle, die 1920 von Kriegsgefangenen errichtet wurde. Das kleine Bauwerk wurde im Stil eines nordischen Blockhauses errichtet. Die Eingangstür ist mit einem Portikus aus Pfeilern geschmückt.
Nordöstlich steht die Grabanlage derer von Burgsdorff. Ein als Mosaik angefertigtes Wandbild aus dem 19. Jahrhundert zeigt Jesus Christus in einer Nische, darüber ein Engelskopf sowie im Giebel Alpha und Omega. Rechts daneben ist eine Taube vor einer Strahlensonne abgebildet.